# Xuân Lam, Nghi Xuân
Xuân Lam là một xã thuộc huyện Nghi Xuân cũ, tỉnh Hà Tĩnh, Việt Nam.
Nghị quyết số 1665/NQ-UBTVQH15 của Ủy ban Thường vụ Quốc hội Việt Nam, ban hành ngày 16 tháng 6 năm 2025. Theo đó, sắp xếp toàn bộ diện tích tự nhiên, quy mô dân số của các phường Bắc Hồng, Đức Thuận, Trung Lương của thị xã Hồng Lĩnh và xã Xuân Lam của huyện Nghi Xuân thành phường mới có tên phường Bắc Hồng Lĩnh.

## Địa lý
Xã Xuân Lam nằm ở phía tây huyện Nghi Xuân, có vị trí địa lý:
- Phía đông giáp xã Xuân Lĩnh
- Phía tây giáp tỉnh Nghệ An
- Phía bắc giáp xã Xuân Hồng
- Phía nam giáp thị xã Hồng Lĩnh.

Xã Xuân Lam có cảnh vật hữu tình, thơ mộng. Phía đông tựa Núi Hồng xanh ngát, dưới chân là cánh đồng mênh mông, có Quốc lộ 1 chạy qua nhộn nhịp, phía tây là dòng sông Lam trong xanh, cuồn cuộn chảy. Có nhiều danh thắng như đền Thánh Mẫu, đền thờ tiến sĩ Thái Danh Nho, đền Cơn cầy, khe Vực,...

## Hành chính
Xã Xuân Lam được chia thành 4 thôn: 1, 2, 3–4, 5.

## Lịch sử
Ngày 18 tháng 7 năm 2024, HĐND tỉnh Hà Tĩnh ban hành Nghị quyết số 188/NQ-HĐND về việc thành lập Thôn 3–4 trên cơ sở Thôn 3 và Thôn 4.

## Giao thông
Xã Xuân Lam có Quốc lộ 1 chạy qua. Hệ thống giao thông liên xã 100% được bê tông hóa.